# When The Planet Rocked
El disco When the Planet Rocked (Cuando el planeta se meció, traducido al español) es el primer álbum producido por la Banda Planetshakers, fue grabado el año 2000 en la conferencia Planetshakers.

## Temas
CD N.º 1
- News Flash (0:49)
- Shake The Planet (3:35)
- Live 4 U (5:14)
- My Redeemer Lives (6:48)
- Welcome Into This Place (7:15)
- I Can Feel (6:13)
- Revival Prayer (1:40)
- Use Me (4:51)
- Cry Holy (6:00)
- Sing Of Your Great Love (5:48)

CD N.º 2
- Praise Him (4:37)
- This Is How We Overcome (7:06)
- Enemy's Camp (7:33)
- 120db (0:25)
- Buzzsaw (4:05)
- It's All About Jesus (11:10)
- Hallowed Be Your Name (5:10)
- There's A Man In The Clouds (2:39)
- Praise Him (Reprise) (15:04)